# 周以真
周以真（英語：Jeannette M. Wing）是一位美国华人计算机科学家。卡内基梅隆大学教授。美国国家自然基金会计算与信息科学工程部助理部长。ACM和IEEE会士。她的主要研究领域是形式化方法、可信计算、分布式系统、编程语言等。1993年她与图灵奖得主芭芭拉·利斯科夫合作，提出了著名的Liskov代換原則，是物件導向程式設計基本原则之一。

## 生平
1979年6月在麻省理工学院获得学士和硕士学位，导师中有图灵奖得主Ronald Rivest。1983年获得麻省理工学院的博士学位。1983年加入南加州大学担任助理教授。1985年任教于卡内基梅隆大学。2004—2007年间，曾担任该校计算机系主任。2006年3月，在美国计算机权威期刊《ACM通讯》杂志上给出，并定义的計算思維。认为：计算思维是运用计算机科学的基础概念进行问题求解、系统设计、以及人类行为理解等涵盖计算机科学之广度的一系列思维活动。2021年9月1日担任哥伦比亚大学常务副校长，也是该校历史上首位华裔女副校长。

## 担任学术职务
周以真教授曾担任卡内基—梅隆大学计算机学院院长、美国国家科学院计算机科学与通讯部门主席、美国国防部國防高等研究計劃署信息科学与技术委员会、美国国家科学基金科学顾问委员会以及Sloan 研究基金程序委员会的成员。2007年她出任美国国家科学基金会（NSF）计算机与信息科学与工程部（CISE）副部长，负责管理NSF在信息科学和计算机研究领域的基金。CISE每年的预算高达5.27亿美元，占整个美国联邦政府对计算机科学研究资助经费的86％。

## 评价
- 卡内基梅隆大学的校长Jared L Cohon评价说：“周以真是当今世界上最有创新精神、最具原创力的计算机科学家之一。她在科研、教学和行政上均作出了重大贡献。NSF不可能找到一个比周以真更好的人选。”
- 微软同样认为周以真的工作经验和文凭“无可挑剔”。

## 主要著作
- J. M. Wing, J. C. P. Woodcock, and J. Davies (eds.), Proceedings of FM'99: First World Congress on Formal Methods in the Development of Computing Systems, Toulouse, France, Springer-Verlag, LNCS 1708 (Volume I) and 1709 (Volume II), 1999.
- U. Martin and J. M. Wing (eds.), Proceedings of the First International Workshop on Larch, Springer-Verlag, Workshops in Computing Series, 1993.
- J. V. Guttag and J. J. Horning (eds.) with S. J. Garland, K. D. Jones, A. Modet, and J. M. Wing, Larch: Languages and Tools for Formal Specification, Springer-Verlag, 1993.